# Naomi van Asová
Naomi van Asová (* 26. července 1983 Haag) je bývalá nizozemská pozemní hokejistka. S nizozemským národním týmem získala tři olympijské medaile, dvě zlata (2008, 2012) a jedno stříbro (2016). Dvakrát se stala mistryní světa (2006, 2014) a jednou přivezla ze světového šampionátu stříbro (2010). Z evropského mistrovství má tři zlata (2005, 2009, 2011) a dvě stříbra (2007, 2015). V nizozemské reprezentaci nastupovala v letech 2003–2016, odehrála za ni 168 zápasů a dala 35 gólů. Dvakrát byla zvolena nejlepší pozemní hokejistkou světa, v roce 2009 (tehdy se o prvenství dělila s Argentinkou Lucianou Aymarovou) a 2016. Od roku 2007 je jejím životním partnerem slavný nizozemský rychlobruslař a čtyřnásobný zlatý olympijský medailista Sven Kramer, roku 2018 se jim narodila dcera.